# Juan Félix Pepén y Solimán
Juan Félix Pepén y Solimán (Higüey, 27 de enero de 1920 - Santo Domingo, 21 de julio de 2007) fue el primer obispo de la Diócesis de Nuestra Señora de la Altagracia en Higüey y auxiliar de la Arquidiócesis de Santo Domingo. Durante su gobierno pastoral en Higüey, se concluyó y consagró el Santuario y Basílica Catedral de Nuestra Señora de la Altagracia.

## Biografía

### Formación y sacerdocio
Nació en Higüey, el 27 de enero de 1920. Hijo de Felisindo Pepén y de Luisa Solimán. 
Realizó sus primeros estudios en el colegio “Orfelina Pilier”.
Ingresó al Seminario Pontificio Santo Tomás de Aquino, donde estudió filosofía y teología. Fue ordenado presbítero en la capilla del mismo seminario, el 29 de junio de 1947, por Monseñor Octavio Antonio Beras Rojas.
El 28 de octubre de 1951, obtuvo el título de Doctor de Filosofía y Letras en la Universidad de Santo Domingo.
Durante su ministerio sacerdotal, fue capellán del asilo Santa Clara, de la Policía Nacional y del Colegio Quisqueya. Además se desempeñó como director del Secretariado Nacional de Educación Católica. 
Desde 1955 se estableció como párroco de San Antonio de Padua en Gazcue.
En 1958 fue nombrado canónigo de la Catedral Primada de América.

### Episcopado
El 1 de abril de 1959, el papa Juan XXIII crea la Diócesis de Nuestra Señora de la Altagracia en Higüey, y lo nombra como su primer obispo. Fue consagrado el 31 de mayo de 1959 por Monseñor Octavio Antonio Beras Rojas, y tomó posesión canónica el 12 de octubre de 1959.
De 1966 a 1968 fue Rector Magnífico de la Universidad Católica Madre y Maestra.
Durante su ministerio pastoral en Higüey, tuvo como iniciativa solicitar al papa Pablo VI la elevación del Santuario y Catedral de Higüey a basílica menor. Esta petición fue concedida, y la Basílica de Nuestra Señora de la Altagracia fue inaugurada el 21 de enero de 1971, con la asistencia del entonces presidente de la República, Doctor Joaquín Balaguer.
Su labor en Higüey concluyó el 10 de mayo de 1975, fecha en la que renunció por motivos de salud, y el papa Pablo VI lo transfirió a la Arquidiócesis de Santo Domingo como obispo auxiliar.
El 11 de febrero de 1995 le fue aceptada su renuncia por motivos de edad, como obispo auxiliar de Santo Domingo,  por el papa Juan Pablo II.
Monseñor Pepén murió el 21 de julio de 2007 en su residencia del sector Evaristo Morales, en Santo Domingo. Sus restos fueron llevados a la Catedral Primada de América, donde se oficiaron sus exequias, y posteriormente fueron trasladados a la Basílica de Higüey, donde hoy reposan en la cripta de los obispos.

## Publicaciones[2]
- La cruz señaló el camino; influencia de la Iglesia en la formación y conservación de la nacionalidad dominicana. (1954)
- Donde floreció el naranjo: Nuestra Señora de Altagracia en la tradición, en la historia y en la tecnología. (1959)
- De la libertad a la responsabilidad: principios de moral individual y social. (1962)
- Educación de la conducta humana: principios de moral individual y social. (1963)
- Riquezas del Espíritu. (1978)
- Educación y progreso. (1980)
- La palabra en cuaresma. (1982)
- Principios de moral profesional. (1994)
- Un garabato de Dios: vivencias de un testigo. (2003)